# Sullivan Arena
 (mars 2025).
Si vous disposez d'ouvrages ou d'articles de référence ou si vous connaissez des sites web de qualité traitant du thème abordé ici, merci de compléter l'article en donnant les références utiles à sa vérifiabilité et en les liant à la section « Notes et références ».
Le George M. Sullivan Arena est une salle omnisports à Anchorage dans l'État de l'Alaska aux États-Unis.
Sa patinoire accueille les Aces de l'Alaska de l'ECHL, et les Seawolves de l'Université de l'Alaska à Anchorage en hockey sur glace.

## Histoire
L'aréna est souvent critiquée pour son acoustique pauvre et est donc rarement utilisée pour des concerts. Metallica a utilisé l'aréna pour leurs seuls les spectacles en Alaska en 1989, 1992 et 1999. Elle est également utilisée pour héberger l'école secondaire locale et l'Université de l'Alaska à Anchorage lors de cérémonies d'obtention de diplôme.
Elton John y joue le 28 et 30 mai 2008 lors de la tournée Rocket Man: Greatest Hits Live
L'aréna est nommée d'après l'ancien maire d'Anchorage George M. Sullivan. Elle est la propriété de la municipalité d'Anchorage.
L'arène fut inaugurée en 8 février 1983 et elle coûta $25 millions USD.